# Гив ми либерти
«Гив ми либерти» — американский трагикомедийный фильм 2019 года.

## Сюжет
Вик — безработный парень лет двадцати с небольшим, живущий в Милуоки, работающий водителем скорой помощи и живущий со своим престарелым дедом. Фильм рассказывает об одном чрезвычайно хаотичном дне из его жизни. Вик постоянно опаздывает, забирая и высаживая своих разношёрстных клиентов, иногда из-за собственных недостатков, но чаще из-за того, что на него возложена работа целой команды людей, и каждый из его клиентов-инвалидов требует особого внимания. У Вика крепкая связь с каждым из тех людей, и он глубоко переживает за них.
Вик знакомится с Трейси, молодой женщиной примерно его возраста, у которой боковой амиотрофический склероз, и между ними завязываются романтические отношения, хотя поначалу они ведут себя враждебно. Он также заводит странную дружбу с мошенником Димой.

## В ролях
- Крис Галуст — Вик
- Лорен «Лоло» Спенсер — Трейси
- Максим Стоянов — Дима
- Дарья Екамасова — Саша
- Зоя Махлина — мама Вика